# Antonio López Torres
Antonio López Torres (Tomelloso, Ciudad Real, 1902-ibíd., 1987) fue un pintor realista español. Era tío del también pintor Antonio López García, al que inició en el estudio de la profesión.

## Biografía
Dotado para el dibujo, comenzó en la pintura muy joven, simultaneando esta actividad con las labores del campo. Estudió en la 
Escuela de Artes y Oficios de Ciudad Real, y posteriormente en la Real Escuela de Bellas Artes de San Fernando, en Madrid. Aunque prácticamente la mayor parte de su actividad profesional la desarrolló en su pueblo natal.
Casi la totalidad de sus obras se encuentran en el Museo Antonio López Torres en Tomelloso, dedicado a su persona, por deseo expreso del mismo, que donó sus obras al pueblo que lo vio nacer y morir. La colección está formada por más de un centenar de obras, entre lienzos y dibujos, en las que este maestro de la pintura realista
manchega refleja, mejor que nadie, la luz y el paisaje de estas tierras; teniendo siempre a la naturaleza y al hombre como únicas y constantes fuentes de inspiración.

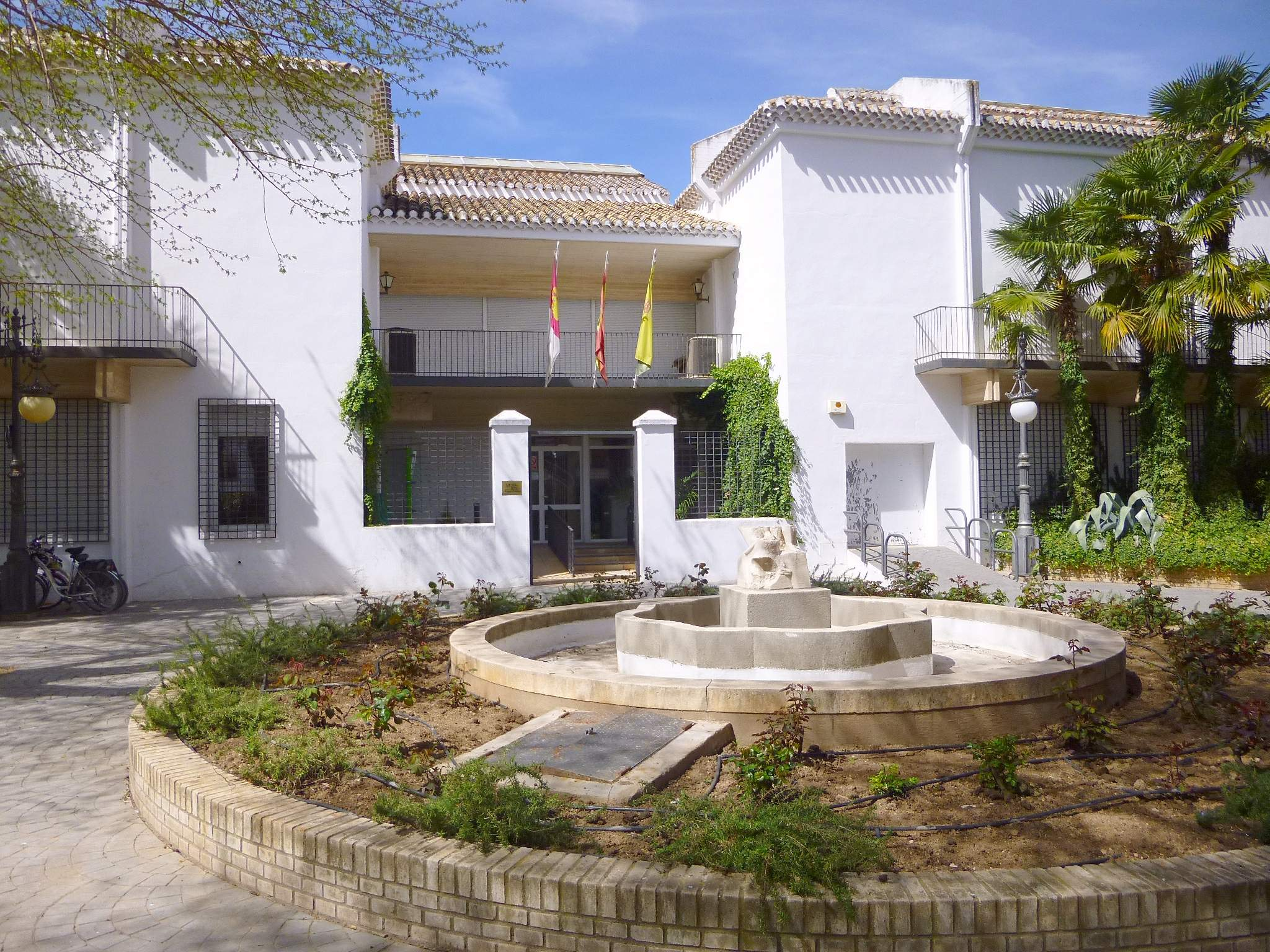
Museo Antonio López Torres. Tomelloso

López Torres también cultivó el retrato y las pequeñas tablas, formato en el que plasmó admirables paisajes en bandas horizontales, que tienen la luz del mediodía como principal elemento.
De su etapa juvenil, autodidacta, en la que Ángel Andrade lo descubrió, cabe mencionar Autorretrato (1921), obra en la que se ya se empieza a vislumbrar su carácter realista y ciertos matices 
naif. De los años 30, cuando empieza su producción paisajística, destacan Los dos borricos, Muchachos en el campo, Mi abuela Juana y Paisaje con niños. Con la obra Comiendo sandía se adentra en los años cuarenta, etapa de madurez del artista cuyas obras más representativas son El pastor, Muchachos cogiendo hierba y Niños en un rastrojo.
Dentro de dicho museo se encuentran varias salas donde se observan las ya nombradas dotes artísticas del pintor manchego, entre otras obras algunas, por cierto, inacabadas, lo que les da, si cabe, un mayor toque de anhelo y grandiosidad. La entrada es gratuita.